# Ulica Alojzego Śliwy w Olsztynie
Ulica Śliwy – jedna z głównych arterii Podgrodzia, łącząca Śródmieście z Kortowem i południowymi dzielnicami Olsztyna. Ulica Śliwy jest również łącznikiem placu Roosevelta (czyli skrzyżowanie alei Niepodległości, ulicy Szrajbera, i ulicy Mochnackiego) z aleją Warszawską, która prowadzi w kierunku wylotówki na Olsztynek i Warszawę, również tranzytu ruchu z Ostródy i Grudziądza z ruchem z Augustowa i Ogrodnik. Wzdłuż ulicy znajdują się w większości domy i bloki mieszkalne oraz tereny niezabudowane. Ulica została wybudowana w ramach inwestycji przed odbywającymi się w 1978 roku w Olsztynie dożynkami centralnymi.
Nazwę ulicy zawdzięcza Alojzemu Śliwie (ps. Kuba spod Gietrzwałdu (1885–1969), który został pochowany w Olsztynie. Olsztyński czarny szlak turystyczny również nosi jego imię.

## Dane ulicy
Ulica Śliwy jest ulicą dwujezdniową (z pasem zieleni oddzielającym obie jezdnie) po dwa pasy ruchu. Ruch tranzytowy przeniósł się ze Śródmieścia Olsztyna na aleję Obrońców Tobruku oraz na ulicę Tuwima, odkąd je wybudowano.
W ciągu ulicy Śliwy znajdują się dwie sygnalizacje świetlne:
- przy placu Roosevelta,
- przy skrzyżowaniu z aleją Warszawską, ulicą Barczewskiego, ulicą Polną i ulicą Kazimiera Jagiellończyka.

## Obiekty
- Stacja paliw „Circle K”

## Komunikacja
Wzdłuż ulicy Śliwy, nieopodal placu Roosevelta, po obu stronach znajdują się przystanki autobusowe. Przy przystanku „Plac Roosevelta” zatrzymują się autobusy następujących linii (w tym dwóch nocnych): 103, 105, 109, 113, 128, 136, 309, N01 i N02.